# Јунас Ли
Јунас Ли (Jonas Lauritz Idemil Lie; Хоксунд, 6. новембар 1833 – Сандвика, 5. јул 1908) био је норвешки романописац, песник, драмски писац и правник. Заједно са Хенриком Ибсеном, Бјернстјерне Бјернсоном и Александером Ћеландом чини „велику четворку”, групу најзначајнијих књижевника 19. века у Норвешкој. Ли је веома значајан за развој романа у Норвешкој.  

## Биографија
Јунас Ли је рођен 6. новембра 1833. године у Хоксунду у округу Бускеруд. Његов отац је био Монс Ли (1803–81), а мајка Паулин Кристин Тилер (1799–1877). Пет година након Јунасовог рођења, његов отац је постављен за шерифа Тромсеа, града који се налази у Арктичком поларном кругу, и млади Ли је провео шест година у овој удаљеној луци.
Ли је послат у поморску школу у Фредриксверну, али је морао да одустане од живота на мору због лошег вида. Након тога се пребацио у Катедралну школу у Бергену, и 1851. године је уписао Универзитет у Кристијанији, данашњем Ослу, где је упознао Ибсена и Бјернсона. Дипломирао је право 1857. године, и убрзо потом се запослио у Консвингеру, граду који се налази између језера Мјеса и границе са Шведском.

## Књижевни рад
Како су клијенти у Консвингеру били малобројни, Ли је имао времена да пише за новине и често је писао за неке од часописа у Кристијанији. Његово прво дело је била збирка песама објављена 1866. године и није имала успеха. Током следеће четири године Ли се посветио готово искључиво журнализму, радећи напорно и без великих награда, али је за то време стекао вештине и стил писања који ће му послужити у даљем књижевном раду.
1870. године је објавио Den Fremsynte, причу о мору и сујеверју смештену у Северној Норвешкој. Наредне године је поново посетио Нордланд и путовао у Финмарк.
Почев од 1874, Лију је Норвешки парламент додељивао уметничку плату. Стекавши ову малу новчану потпору, Ли је кренуо у потрагу за највећим контрастом његовом детињству који је могао да пронађе у Европи и упутио се за Рим. Неко време је живео у Северној Немачкој, затим се преселио у Баварску, проводећи зиме у Паризу. 1882. године је посетио Норвешку на неко време, али се вратио у Континенталну Европу. Његово добровољно изгнанство из родне земље је завршено у пролеће 1893, када се скрасио у Холскогену, у близини Кристијансанда. Након тога је написао бројна дела.

## О делима
У својим делима Јунас Ли је тежио да прикаже природу, фолклор и дух Норвешке. Његова дела су се често бавила породичним животом у различитим окружењима, укључујући приказивање друштвених и интелектуалних ограничења жена у вишим слојевима. Ли је био свестран писац, либералан и модеран, али такође снажно везан за традицију.
Док је 1870-их Ли углавном писао приче са фантастичним романтичарским елементима смештене у Северну Норвешку, као на пример Den Fremsynte, 80-их и 90-их преовладавају тенденције критичког реализма и Ли пише породичне романе где је приказана грађанска породица и износе се проблеми друштва на дебату (Familjen paa Gilje).  За стваралаштво 1890-их је карактеристична дубља психологизација ликова као појединаца, што се може пронаћи у делу Onde Magter из 1890. године и делима која су следила.
Међу Лијевим најцењенијим делима је Familien paa Gilje из 1883, приказ живота официрске породице и малобројних могућности датих ћеркама у таквим породицама.
Његове две збирке кратких прича под називом Trold говоре о сујеверјима рибара и људи са обале Северне Норвешке.

## Приватни живот
Јунас Ли је 1860. године оженио своју рођаку Томасин Хенријет Ли (1833–1907). Од њихове деце двоје је умрло младо. Међу децом су дипломата Мајкл Стрем Ли (1862–1934) и писци Монс Ли (1864–1931) и Ерик Реринг Меинихен Ли (1869–1943), као и списатељица Аста Ли Исаксен (1861–1921).
Јунас Ли је умро 5. јула 1908. године на имању Флескум у Сандвики, мање од годину дана након Томасине смрти.
Краљ Норвешке је 1904. године Лија наградио Великим крстом Реда Светог Олава. Писац Бернт Ли је био нећак Јунаса Лија, а Јунас Ли, амерички сликар норвешког порекла, био је нећак Томасин Ли.

## Дела
- Песме (Digte) 1866.
- Видовити или слике из Северне Норвешке (Den Fremsynte) 1870.
- Брод под именом „Будућност” (Tremasteren Fremtiden) 1872.
- Приче и прикази из Норвешке (Fortællinger og Skildringer fra Norge) 1872.
- Пилот и његова жена (Lodsen og hans Hustru) 1874.
- Фаустина Стрози (Faustina Strozzi) 1875.
- Томас Рос (Thomas Ross) 1878.
- Адам Шрадер (Adam Schrader) 1879.
- Grabows Kat 1880.
- Драмен и лепе приче одатле (Drammen og vakre historier derfra) 1880.
- Рутланд (Rutland) 1880.
- Настави! (Gaa Paa!) 1882.
- Доживотни роб (Livsslaven) 1883.
- Породица у Гиљи (Familien paa Gilje) 1883.
- Малстрем (En Malstrøm) 1884.
- Осам прича (Otte Fortællinger) 1885.
- Командирове ћерке (Kommandørens døtre) 1886.
- Суживот (Et Samliv) 1887.
- Majsa-Jons 1888.
- Песме (Digte) 1889.
- Зле силе (Onde Magter) 1890.
- Тролд (Trold) 1891.
- Женски орао (Hunnørnen) 1892.
- Ниоба (Niobe) 1893.
- Веселе жене (Lystige Koner) 1894.
- Кад сунце зађе (Naar Sol gaar ned) 1895.
- Dyre Rein 1896.
- Lindelin 1897.
- Faste Forland 1899.
- Вулфи и компанија (Wullfie og Compani) 1900.
- Кад падне Гвоздена завеса (Naar Jerntæppet falder) 1901.
- Ulfvungerne 1903.
- Источно од Сунца, западно од Месеца и иза Вавилонске куле! (Østenfor Sol, vestenfor Maane og bagom Babylons Taarn!) 1905.
- Фантазије на мору (Havets Fantasier) постхумно 1909.